# Марк Яллий Басс Фабий Валериан
Марк Яллий Басс Фабий Валериан (лат. Marcus Iallius Bassus Fabius Valerianus) — римский государственный деятель второй половины II века.
Валериан происходил из галльского племени гельвиев из Вольтинской трибы. Его родиной была, по всей видимости, область Виваре, где был возведен мавзолей в его честь. Валериан был легатом XIV Парного легиона. Затем, между 156 и 158 годом он находился на посту легата пропретора Нижней Паннонии. Около 160 года Валериан занимал должность консула-суффекта. Примерно в 163—164 годах он был легатом пропретором Нижней Мёзии.
Затем Валериан был отправлен на Восток империи, где он принял участие в парфянской кампании Луция Вера. После окончания войны он вернулся на Запад, где был назначен легатом пропретором Верхней Паннонии, которым был с конца 166 до 168/170 года. На этом посту Валериан в 167 году провел мирные переговоры с королём маркоманов Балломаром, представляющим одиннадцать варварских племен.
Валериан, возможно, погиб во время варварского вторжения в 170 года, произошедшего в районе Карнунта.